# Univerzita Chung Hua
Univerzita Chung Hua (čínsky: 中華大學) je soukromá univerzita na Tchaj-wanu ve městě Sin-ču. Byla založena roku 1990 a roku 1997 rozšířena na univerzitu. 6 fakult (colleges) nabízí 25 bakalářských, 16 magisterských a 3 doktorské programy. Její kampus zabírá plochu 0,21 km².

## Fakulty
- Inženýrská
- Managementu
- Architektury a plánování
- Humanitních a společenských věd
- Počítačů a informatiky
- Turistiky